# پاپزشک

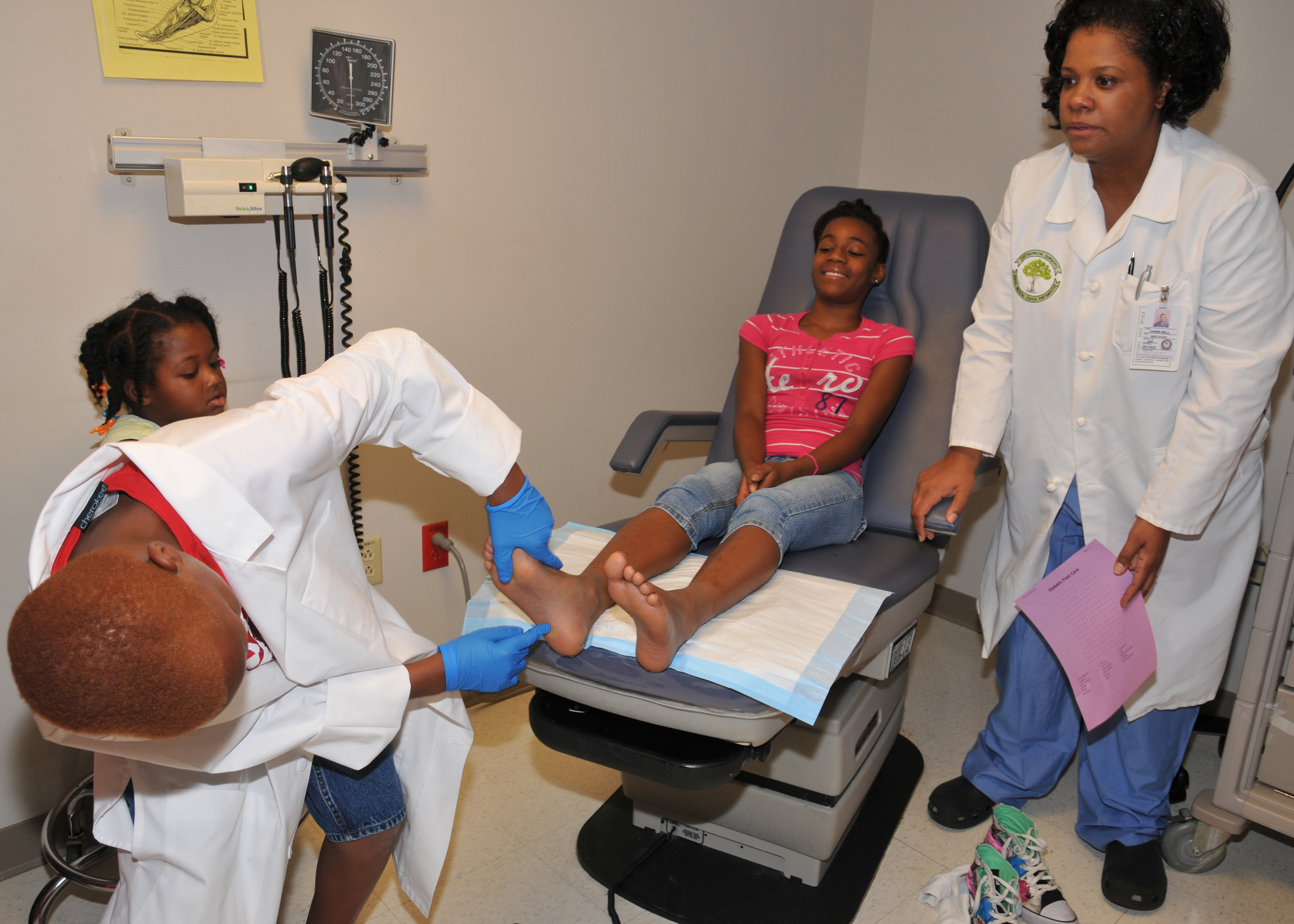
یک پاپزشک در حال معاینه

پاپزشک (به انگلیسی: Podiatrist) یا به عبارتی دکتر پا، متخصصی است که به صورت ویژه به درمان بیماری‌های پا، مچ و اندام تحتانی می‌پردازد. واژه podiatrist نخستین بار در آمریکای شمالی ساخته شد و به زودی توسط انگلیسی‌زبان‌ها پذیرفته شد. در ایالات متحده آمریکا پاپزشکان (Doctors of Podiatric Medicine (DPM)) پزشکان و جراحانی هستند که که روی اندام تحتانی و به ویژه روی پا و مچ کار می‌کنند.
عموماً در اغلب کشورهای دنیا پاپزشکی یک رشته کارشناسی یا کارشناسی ارشد است که در کالجها و دانشگاهها ارائه می‌شود. غیر از این پاپزشکی یک شاخه فوق تخصصی در ارتوپدی نیز هست که امکان ادامه تحصیل متخصص‌های ارتوپدی را در مقطع فلوشیب برای جراحی فوق تخصصی بیماری‌های پا امکان‌پذیر ساخته است.
در بیشتر کشورهای دنیا podiatrist به مجموعه ای از تخصص‌های سلامتی گفته می‌شود که به صورت ویژه خاص درمان بیماری‌های اندام تحتانی و پا توسعه پیدا کرده‌اند گفته می‌شود. اما در آمریکا برعکس پاپزشک کسی است که علاوه بر داشتن Doctor of Podiatric Medicine (D.P.M.) رزیدنت جراحی با تخصص پا و مچ نیز باشد.

## نام
واژهٔ Podiatrist در فارسی به واژه پاپزشک که مرکب از دو واژهٔ پا + پزشک است ترجمه شده‌است.

## تاریخچه
اولین نشانه‌های وجود توصیه و روش درمانی برای مراقبت و درمان بیماری‌های پا به حدود ۲ هزار و ۴۰۰ سال قبل از میلاد مسیح و در کتیبه‌های مصر باستان بازمی‌گردد. از آن زمان به بعد هم بسیاری از پزشکان و حکمای غرب و شرق در دست نوشته‌های خود به انواع روش‌های درمانی بیماری‌های پا مثل میخچه، شکستگی پا اشاره کرده‌اند. در این مسیر شاید مهمترین اتفاق استخدام یک پزشک برای مراقبت از پای ناپلئون بناپارت باشد. اما بالاخره برای اولین بار در اوایل قرن بیستم و در آمریکا واژه پاپزشکی به کار رفت.

## علت مراجعه به پاپزشک
بیماران معمولاً به یکی از دلایل زیر به مراکز پاپزشکی مراجعه می‌کنند:
1. صافی کف پا که اصولاً یک اختلال محسوب می‌شود تا یک بیماری، در صورت عدم رسیدگی و اصلاح کف پا منجر به تغییر آناتومی یا سایر اختلالات در پا و آرتروز زودرس زانو یا حتی کمردرد می گردد.
2. بیماری‌های پوستی در پا شامل عفونت‌های قارچی، میخچه، زگیل و بیماری‌های ناخن و ....
3. توصیه برای کفش یا کفی کفش مناسب و مخصوص هر پا
4. دردهای مزمن در کف پا که شایع‌ترین آن خارپاشنه است.
5. زخمهای مقاوم به درمان در بیماران دیابتی، بیماران عروقی و حتی مصرف طولانی سیگار و ...
6. عوارض و تظاهرات بیماری‌های سیستمیک مانند نقرس که با تورم و التهاب مفصل شست مراجعه می‌کنند.
7. دفورمیتی‌ها و مشکلات آناتومی یا حرکتی (بیومکانیک) در پا[۷]